# Jeollanam-do
Jeollanam-do és una província del sud-oest de Corea del Sud. La província es va crear el 1896 a partir de la meitat sud de l'antiga província de Jeolla. Gwangju va ser la capital de la província fins a l'any 2005, en què es va traslladar al sud l'administració provincial, a la ciutat de Namaka, pertanyent al comtat de Muan.

## Geografia
La província forma part de la regió de Honam, i limita per l'est amb el mar Groc, pel nord amb la província de Jeollabuk-do, pel sud amb l'estret de Jeju, i per l'est amb Gyeongsang.
Hi ha gairebé 2.000 illes al llarg del litoral de Jeollanam-do, de les quals tres cambres estan deshabitades. El litoral té uns 6.100 quilòmetres de longitud.
La província és muntanyenca, però només en part; hi ha planes en el curs dels rius Seomjin, Yeongsan i Tamjin.
Quant al clima, es produeixen abundants precipitacions i les temperatures són temperades.

## Recursos
Es troba al capdavant de Corea del Sud en l'obtenció d'alguns productes marítims, com les ostres i les algues per mitjà de cultiu.
L'agricultura és una activitat florent a les zones planes, gràcies a l'orografia i a les condicions climàtiques. Els cultius més importants són l'arròs, el blat, l'ordi, les mongetes i les patates. També es produeixen verdures, cotó i fruites.
Hi ha explotacions mineres, però a petita escala, d'or i carbó. A més, en aquesta província hi ha diverses indústries.

## Divisió administrativa
Jeollanam-do es divideix en 5 ciutats (Si o Shi) i en 17 comtats (Gun). A continuació, s'enumeren els noms de cada entitat en alfabet llatí, hangul i hanja.

### Ciutats
- Gwangyang (광양 시, 光 阳 市).
- Mokpo (목포시, 木浦 市).
- Naju (나주 시, 罗 州市).
- Suncheon (순천시, 顺天 市).
- Yeosu (여수시, 丽水 市).